# Spänne

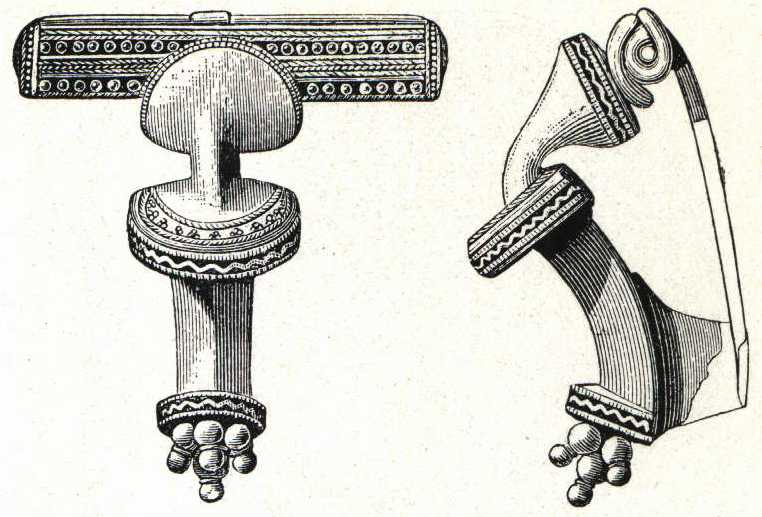
Spänne av brons och silver, från järnåldern, funnet i Västergötland

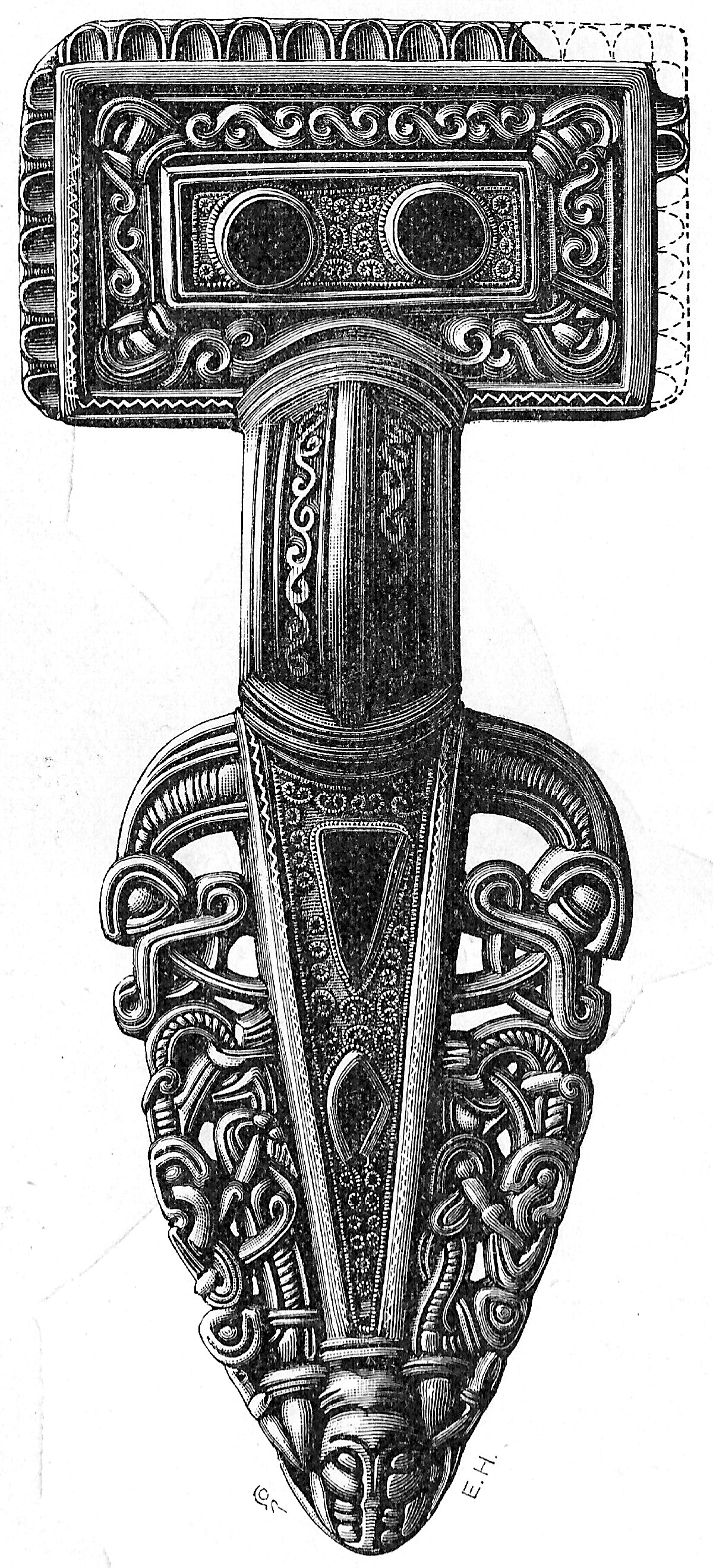
Spänne från vendeltid av förgyllt silver, prytt med guldfiligran och granater, funnet i Skåne.

Ett spänne är ett föremål, i metall eller annat material, som används till att fästa eller spänna ihop kläder, skor eller dylikt.